# Jean Ballet
Jean Ballet, né le 31 août 1760 à Évaux-les-Bains (Creuse), mort le 30 avril 1832 à Limoges (Haute-Vienne), est un homme politique et magistrat français.

## Biographie
Avocat à Évaux en 1789, il devient juge au tribunal en 1791, avant d'être élu député de la Creuse à l'Assemblée législative le 3 septembre 1791 avec 163 voix sur 283 votants. Membre du comité des finances, il lit devant la tribune, le 2 avril 1792, un rapport sur la caisse de l'extraordinaire, demande la hausse des assignats en circulation à hauteur de 1 650 millions et obtient le remboursement de l'emprunt de 1782. Après la journée du 10 août 1792, il fait décréter l'envoi des premières pages du Livre rouge dans les départements comme preuves des dilapidations de la Couronne.
N'ayant pas été réélu lors de l'élection de la Convention nationale, il retourne au barreau. Le 8 floréal an VIII, il est nommé commissaire près le tribunal de Chambon-sur-Voueize.
Rallié à l'Empire, il obtient la croix de la Légion d'honneur le 25 floréal an XII (28 avril 1800) puis le titre de chevalier d'Empire le 24 février 1809. Procureur général près la Cour impérial de Limoges en 1805, il est nommé avocat-général à la Cour impériale de Limoges lors de la réorganisation des tribunaux, le 1er juin 1811.
Pendant les Cent-Jours, il est élu député de la Creuse à la Chambre des représentants. Lors de la séance du 6 juillet, alors que Paris est occupée par les Alliés, il fait voter à l'unanimité la motion interdisant d'élever une statue à tout monarque vivant.